# Richilde de Bethsan
 (mai 2025).
Richilde de Bethsan, morte après 1174, est une noble du royaume de Jérusalem d'origine française. Elle est la fille de Gramand Ier de Bethsan, seigneur de Bethsan, et de son épouse Marguerite Brisebarre.
Par la lignée paternelle, elle est issue d'une branche cadette de la maison de Béthune qui s'est installée dans le royaume de Jérusalem à l'issue de la première croisade et où elle a obtenu la seigneurie de Bethsan.
En 1155, elle épouse Baudouin d'Ibelin, fils de Balian d'Ibelin et de son épouse Helvis de Rama, avec qui elle a deux enfants :
- Echive d'Ibelin, qui épouse Aimery II de Lusignan, roi de Chypre, et qui devient ainsi reine de Chypre ;
- Étiennette d'Ibelin, qui épouse Amaury, vicomte de Naplouse.

Par ce mariage elle devient dame de Mirabel, ainsi que dame d'Ibelin et de Ramla en 1170.
Toutefois, Baudouin et elle divorcent en 1174 et Baudouin épouse en secondes noces en 1175 Isabelle Gothman avec qui il a un autre enfant. Puis après 1280, il épouse en troisièmes noces Marie, fille de Renier, connétable de Tripoli, mais ce mariage est sans postérité.
La date de sa mort est inconnue, mais survient après 1174.